# 龙多诺波利斯
龙多诺波利斯是巴西马托格罗索州的一个市镇。总面积4165.23平方公里，2007年总人口172471人，人口密度41.4人/平方公里。